# 파블로 다비드 사바그 닥사레트
파블로 다비 사바그 닥사레트(스페인어: Pablo David Sabbag Daccarett, 1997년 6월 11일 ~ )는 파블로 사바그(아랍어: بابلو صباغ)로 알려져 있으며, 시리아의 축구 선수로 현재 수원 FC에서 센터포워드로 이고 K리그 등록명은 싸박이다.